# Osiedle Malarzy (Zielona Góra)
Osiedle Malarzy – osiedle domków jednorodzinnych w Zielonej Górze. Znajduje się w zachodniej części miasta niedaleko od trasy wylotowej do Krosna Odrzańskiego.

## Ulice na osiedlu
- ul. Braci Gierymskich
- ul. Józefa Chełmońskiego
- ul. Juliusza Kossaka
- ul. Jacka Malczewskiego
- ul. Piotra Michałowskiego
- ul. Leona Wyczółkowskiego